# Magdalena (Filipinas)
Magdalena es un municipio filipino de cuarta clase, perteneciente a la provincia de La Laguna, en la región de Calabarzon.

## Historia
Hacia mediados del siglo XIX, el lugar, ya por entonces perteneciente a la provincia de La Laguna, tenía contabilizada una población de 2567 habitantes, repartidos en 628 casas. Aparece descrito en el segundo volumen del Diccionario geográfico, estadístico, histórico de las Islas Filipinas (1851) de Manuel Buzeta Núñez y Felipe Bravo con las siguientes palabras:

MAGDALENA: pueblo con cura y gobernadorcillo, en la isla de Luzon, prov. de la Laguna, arz. de Manila; sit. en los 125° 6' 30" long., 14° 12' 20" lat., en terreno desigual, á la orilla de un rio; su clima es templado. La igl. parr. es de buena fábrica, y la sirve un cura regular. La casa de comunidad y la parroquial se distinguen enre las demas del pueblo que ascienden á unas 628. Confina el term. por N. con el de Santa Cruz; por S. con los de Lillo y Nacarlang; por S. E. con el de Majayjay: por O. con el de Pila, y por N. E. con el de Pagsanjan, cab. de la prov., distante 1 ½ leg. El terreno es desigual; hállase regado por varios riach., y sus prod. son arroz en abundancia, maiz, abacá, ajonjoli, algodon, legumbres y frutas. La ind. consiste en la fabricacion de algunas telas que hacen las mugeres; siendo pobl. especialmente agrícola. pobl. 2,567 alm., y en 1845 pagaba 726 trib., que hacen 7,260 rs. plata, equivalentes á 18,150 rs. vn.
(Buzeta y Bravo, 1851, p. 196)

En 2020, tenía censados 27 816 habitantes.